# راسکوو
راسکوو (به لاتین: Raszków) یک شهر و گمینا در لهستان است که در گمینا راشکوو واقع شده‌است. راسکوو ۱٫۷۷ کیلومتر مربع مساحت و ۲٬۰۳۷ نفر جمعیت دارد.